# Unterseeboot UC-50
Pour les autres navires du même nom, voir Unterseeboot 50.
L'Unterseeboot UC-50 est un sous-marin (U-Boot) mouilleur de mines allemand de type UC II utilisé par la Kaiserliche Marine pendant la Première Guerre mondiale. Le U-boot a été commandé le 20 novembre 1915 et lancé le 23 novembre 1916. Il a été mis en service dans la marine impériale allemande le 21 décembre 1916 sous le nom de UC-50. En neuf patrouilles, l'UC-50 a coulé 29 navires, soit par ses torpilles, soit par les mines qu’il avait posées. L'UC-50 a été coulé par des charges de profondeur du destroyer britannique HMS Zubian dans le détroit du pas de Calais au large du cap Dungeness le 4 février 1918.

## Conception
Sous-marin de type UC II, l'UC-50 avait un déplacement de 434 tonnes en surface et de 501 tonnes en plongée. Il avait une longueur hors tout de 50,69 m, un maître-bau de 5,22 m et un tirant d'eau de 3,64 m. Le sous-marin était propulsé par deux moteurs diesel 6 cylindres à quatre temps produisant chacun 290 à 300 ch (210 à 220 kW), soit un total de 580 à 600 ch (430 à 440 kW), et par deux moteurs électriques produisant 620 ch (460 kW), actionnant deux arbres d'hélice.
Le sous-marin avait une vitesse maximale de 11,8 nœuds (21,9 km/h) en surface et de 7,2 nœuds (13,3 km/h) en immersion. Son autonomie était de 8820 à 9450 milles marins (16330 à 17500 km) à 7 nœuds (13 km/h) en surface, et de 56 milles marins (104 km) à 4 nœuds (7,4 km/h) en immersion. Il lui fallait 48 secondes pour plonger, et il était capable d’opérer à une profondeur maximale de 50 mètres.
L'UC-50 était équipé de trois tubes lance-torpilles de 500 mm, un à l’arrière et deux à l’avant, avec sept torpilles, et d’un canon de pont de 8,8 cm SK L/30. Mais son arme principale était ses six puits de mine de 1000 mm portant dix-huit mines UC 200. Son effectif était de vingt-six membres d’équipage.

## Affectations
- I Flottille : du 18 février au 6 juillet 1917
- Flottilles des Flandres / Flandern II : du 6 juillet 1917 au 7 janvier 1918

## Commandants
- Kapitänleutnant Rudolf Seuffer : du 21 décembre 1916 au 7 janvier 1918

## Navires coulés
| Date              | Nom               | Nationalité    | Tonnage | Destin    |
| ----------------- | ----------------- | -------------- | ------- | --------- |
| 13 mars 1917      | La Campine        | Pays-Bas       | 2557    | Coulé     |
| 16 mars 1917      | Gudbrand          | Norvège        | 1860    | Coulé     |
| 17 mars 1917      | Caledonia         | United Kingdom | 161     | Coulé     |
| 17 mars 1917      | Expedit           | Norvège        | 680     | Coulé     |
| 17 mars 1917      | Gowan             | United Kingdom | 25      | Coulé     |
| 17 mars 1917      | Kestrel           | United Kingdom | 181     | Coulé     |
| 20 mars 1917      | Frisk             | Norvège        | 1038    | Coulé     |
| 22 Mars 1917      | Rio Colorado      | United Kingdom | 3565    | Coulé     |
| 14 avril 1917     | Venus             | Norvège        | 725     | Coulé     |
| 18 avril 1917     | Witham            | United Kingdom | 144     | Coulé     |
| 20 avril 1917     | HMT Ruthin Castle | Royal Navy     | 275     | Coulé     |
| 24 avril 1917     | HMT Margate       | Royal Navy     | 162     | Coulé     |
| 24 avril 1917     | maifly            | United Kingdom | 199     | Coulé     |
| 24 avril 1917     | HMT Gaul          | Royal Navy     | 270     | Endommagé |
| 26 avril 1917     | Active            | United Kingdom | 149     | Coulé     |
| 26 avril 1917     | Telefon           | Norvège        | 777     | Coulé     |
| 27 mai 1917       | Dartmoor          | United Kingdom | 2870    | Coulé     |
| 30 mai 1917       | HMT Ina William   | Royal Navy     | 337     | Coulé     |
| 26 juillet 1917   | Carmarthen        | United Kingdom | 4262    | Coulé     |
| 3 septembre 1917  | La Negra          | United Kingdom | 8312    | Coulé     |
| 5 septembre 1917  | Emma              | United Kingdom | 73      | Coulé     |
| 5 septembre 1917  | Florence Muspratt | United Kingdom | 79      | Coulé     |
| 5 septembre 1917  | Frances           | United Kingdom | 89      | Coulé     |
| 5 septembre 1917  | Theodor           | United Kingdom | 230     | Coulé     |
| 6 septembre 1917  | Alesia            | France         | 6006    | Coulé     |
| 7 septembre 1917  | Versailles        | France         | 70      | Coulé     |
| 26 septembre 1917 | HMD Ocean Star    | Royal Navy     | 92      | Coulé     |
| 11 octobre 1917   | Baychattan        | United Kingdom | 3758    | Coulé     |
| 11 octobre 1917   | Mira              | United Kingdom | 3700    | Coulé     |
| 12 décembre 1917  | Emlyndene         | United Kingdom | 495     | Coulé     |